# اللويبة

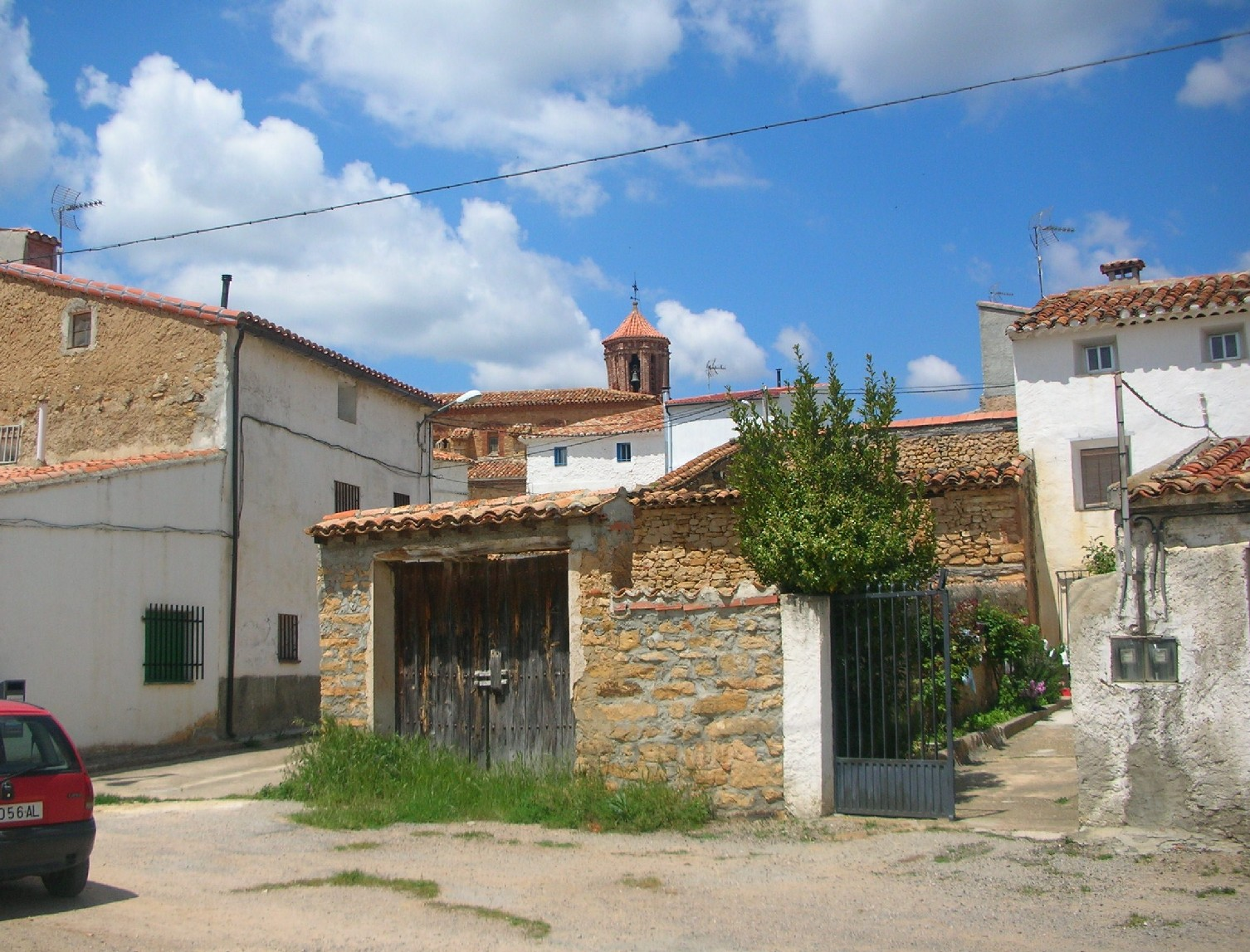
منظر من اللويبة

اللُّوَيبة هي بلدية تقع في مقاطعة طويل في أرَغون في إسبانيا. بلغ عدد سكان البلدية 29 نسمة وفقًا لتعداد 2018.
تقع في منطقة سييرا دي كوكالون. منابع نهر وربة قريبة من هذه المدينة.